# Strunska glasbila
Strunska glasbila (kordofoni) so glasbila, ki ustvarjajo zvok z nihajočimi napetimi strunami.
Med strunska glasbila prištevamo:
- brenkala,
- godala,
- glasbila s tipkami.